# Дарами, Мохамед
Мохамед Дарами (англ. Mohamed Daramy; родился 7 января 2002) — датский футболист, нападающий французского клуба «Реймс» и сборной Дании.

## Клубная карьера
Дарами начал футбольную карьеру в молодёжной команде «Видовре». В 2015 году стал игроком академии «Копенгагена». В 15-летнем возрасте он уже был лучшим бомбардиром команды «Копенгагена» до 17 лет. В октябре 2017 года клуб предложил ему контракт до 2020 года. В сезоне 2017/18 Мохамед забил 18 мячей в 26 матчах команды до 17 лет.
27 сентября 2018 года стал самым молодым автором гола «Копенгагена» в истории, забив гол в матче третьего раунда Кубка Дании против «Вибю» (на тот момент ему было 16 лет и 263 дня. 2 декабря 2018 года Дарами дебютировал в датской Суперлиге, выйдя на замену Даме Н’Дойе в матче против клуба «Хорсенс». 31 марта 2019 года он забил свой первый гол в датской Суперлиге в матче против «Эсбьерга».
3 апреля 2019 подписал свой первый профессиональный контракт с «Копенгагеном».
28 августа 2021 года перешёл в амстердамский «Аякс», подписав с клубом пятилетний контракт.
3 августа 2022 года вернулся в «Копенгаген» на правах аренды до конца сезона 2022/23.
11 августа 2023 года перешёл во французский «Реймс», подписав пятилетний контракт. Сумма трансфера составила 12 млн евро.

## Карьера в сборной
В 2019 году провёл один матч за сборную Дании до 19 лет. В 2020 году дебютировал в составе сборной Дании до 21 года.

## Личная жизнь
У Дарами есть паспорт Сьерра-Леоне, хотя он родился и вырос в Дании. Оба его родителя из Сьерра-Леоне. В декабре 2018 года Дарами заявил, что подал заявку на получение датского гражданства и что в будущем он хочет выступать за сборную Дании.

## Достижения
«Копенгаген»
- Чемпион Дании (3): 2018/19, 2021/22, 2022/23
- Обладатель Кубка Дании: 2022/23

«Аякс»
- Чемпион Нидерландов: 2021/22

## Статистика

### Клубная карьера
| Клуб             | Сезон            | Лига | Лига | Кубок | Кубок | Европейские кубки | Европейские кубки | Итого | Итого |
| Клуб             | Сезон            | Игры | Голы | Игры  | Голы  | Игры              | Голы              | Игры  | Голы  |
| ---------------- | ---------------- | ---- | ---- | ----- | ----- | ----------------- | ----------------- | ----- | ----- |
| Копенгаген       | 2018/19          | 11   | 1    | 1     | 1     | 0                 | 0                 | 12    | 2     |
| Копенгаген       | 2019/20          | 29   | 4    | 3     | 2     | 9                 | 1                 | 41    | 7     |
| Копенгаген       | 2020/21          | 28   | 5    | 1     | 0     | 0                 | 0                 | 29    | 5     |
| Копенгаген       | 2021/22          | 6    | 2    | 0     | 0     | 5                 | 2                 | 11    | 4     |
| Копенгаген       | Итого            | 74   | 12   | 5     | 3     | 14                | 3                 | 93    | 18    |
| Аякс             | 2021/22          | 11   | 1    | 2     | 2     | 2                 | 0                 | 15    | 3     |
| Аякс             | Итого            | 11   | 1    | 2     | 2     | 2                 | 0                 | 15    | 3     |
| → Йонг Аякс      | 2021/22          | 9    | 1    | —     | —     | —                 | —                 | 9     | 1     |
| → Йонг Аякс      | Итого            | 9    | 1    | —     | —     | —                 | —                 | 9     | 1     |
| → Копенгаген     | 2022/23          | 28   | 8    | 6     | 1     | 7                 | 0                 | 41    | 9     |
| → Копенгаген     | Итого            | 28   | 8    | 6     | 1     | 7                 | 0                 | 41    | 9     |
| Реймс            | 2023/24          | 25   | 4    | 2     | 1     | —                 | —                 | 27    | 5     |
| Реймс            | 2024/25          | 2    | 0    | 0     | 0     | —                 | —                 | 2     | 0     |
| Реймс            | Итого            | 27   | 4    | 2     | 1     | —                 | —                 | 29    | 5     |
| Всего за карьеру | Всего за карьеру | 149  | 26   | 15    | 7     | 23                | 3                 | 187   | 36    |

### Список матчей за сборную
| Матчи Дарами за сборную Дании | Матчи Дарами за сборную Дании | Матчи Дарами за сборную Дании | Матчи Дарами за сборную Дании | Матчи Дарами за сборную Дании | Матчи Дарами за сборную Дании |
| ----------------------------- | ----------------------------- | ----------------------------- | ----------------------------- | ----------------------------- | ----------------------------- |
| №                             | Дата                          | Соперник                      | Счёт                          | Голы Дарами                   | Соревнование                  |
| 1                             | 1 сентября 2021               | Шотландия                     | 2:0                           | —                             | Чемпионат мира 2022 (отбор)   |
| 2                             | 4 сентября 2021               | Фарерские острова             | 1:0                           | —                             | Чемпионат мира 2022 (отбор)   |
| 3                             | 7 сентября 2021               | Израиль                       | 5:0                           | —                             | Чемпионат мира 2022 (отбор)   |
| 4                             | 12 ноября 2021                | Фарерские острова             | 3:1                           | —                             | Чемпионат мира 2022 (отбор)   |
| 5                             | 23 марта 2023                 | Финляндия                     | 3:1                           | —                             | Чемпионат Европы 2024 (отбор) |
| 6                             | 26 марта 2023                 | Казахстан                     | 2:3                           | —                             | Чемпионат Европы 2024 (отбор) |
| 7                             | 16 июня 2023                  | Северная Ирландия             | 1:0                           | —                             | Чемпионат Европы 2024 (отбор) |
| 8                             | 17 октября 2023               | Сан-Марино                    | 2:1                           | —                             | Чемпионат Европы 2024 (отбор) |
| 9                             | 20 ноября 2023                | Северная Ирландия             | 0:2                           | —                             | Чемпионат Европы 2024 (отбор) |
| 10                            | 26 марта 2024                 | Фарерские острова             | 2:0                           | 1                             | Товарищеский матч             |

Итого: 10 матчей / 1 гол; 8 побед, 0 ничьих, 2 поражения.